# أليكس رينز
أليكس رينز (بالإسبانية: Álex Rins) مواليد 8 ديسمبر 1995 في برشلونة، هو متسابق دراجات نارية إسباني.

## سباقات فاز بها
- جائزة الأمريكتين الكبرى للدراجات النارية 2013

## وصلات خارجية
- أليكس رينز على موقع MotoGP.com (الإنجليزية)
- أليكس رينز على موقع AS.com (الإسبانية)

- الموقع الرسمي